# Тайна парка развлечений
«Тайна парка развлечений» (кит. 熊出没-狂野大陆) — китайский анимационный фильм 2021 года, седьмой полнометражный фильм из серии «Медведи-соседи». Первоначально премьера была запланирована на 25 января 2020 года, но из-за вспышки вируса COVID-19 мультфильм вышел в Китае 12 февраля 2021 года.

## Сюжет
Вик, туристический гид, приходит в восторг, узнав от своего бывшего одноклассника о парке под названием «Дикая жизнь». Концепция парка предусматривает использование браслетов, изменяющих гены, для превращения человека в животное на выбор. Затем участники начинают соревноваться с рядом других команд в отборочных раундах. Победившая команда получит один миллион долларов. Однако друг Вика уходит в команду соперника, когда та начинает казаться сильнее других. Вик в расстроенных чувствах встречает незнакомца по имени Леон, и тот соглашается присоединиться к его команде.
В первом раунде команда боролась за место в финале, и добилась успеха в напряжённом поединке. Команда зананимает призовое место, и оказывается, что «Дикая жизнь» была изначально задумана Томом и Леоном, последний из которых изобрёл большинство технологий и построил парк, чтобы принести счастье, так как его умершая дочь Лили была в восторге от его изобретения. В результате Леон попытался закрыть парк, так как технология супертрансформации небезопасна и приводит к одичанию трансформировавшихся в животных людей. Поэтому эти животные, вместе с братом Брамбла Брайаром, были схвачены. Однако после конкурса Леон был схвачен Томом, который ошибочно утверждал, что технология безопасна. Впоследствии Леон, Вик, Брайар и Брамбл сбежали от Тома и успешно закрыли это место, закрыв «искусственный неинтеллект» Леона, который верил, что примитивность приводит к счастью.

## Производство
«Тайна парка развлечений» — первый китайский анимационный фильм, в котором люди превращаются в животных. По словам Дейзи Шанг, президента Fantawild Animation, для реалистичной анимации потребовалась «специальная система риггинга».
Продюсеры сказали, что фильм сосредоточен на теме счастья. В нём исследуется сущность счастья и то, как счастье влияет на поведение человека. Режиссёры выразили надежду, что и дети, и взрослые, посмотрев фильм, задумаются над вопросом, что такое счастье. Они надеялись, что фильм заставит зрителей задуматься о своей жизни и своём будущем.

## Критика
Фильм получил смешанные и в целом положительные отзывы, с оценкой 6,3 из 10 на Douban и 8,8 из 10 на Maoyan. Мультфильм также был номинирован на премию «Золотой петух».